# Neomarxismus

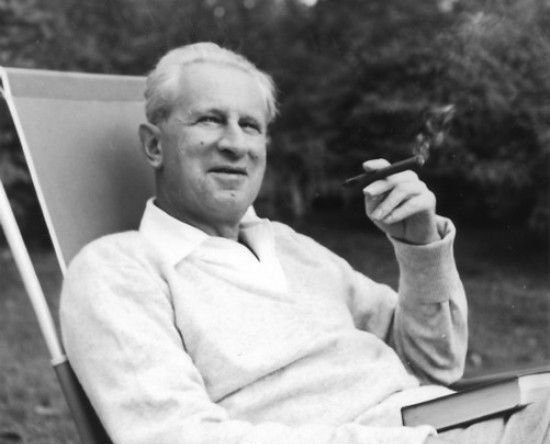
Herbert Marcuse

Neomarxismus je označení pro sociologicko-filozofické koncepce 20. století, pocházející zejména ze západoevropského a amerického prostředí a částečně vycházející z učení Karla Marxe a jiných levicových myslitelů. V českém prostředí se pak tento termín také používá jako pejorativní označení v rámci krajně pravicové konspirační teorie o domnělém akademickém a intelektuálním úsilí o rozvrat západní kultury.
Cílem neomarxistických sociologicko-filozofických koncepcí je formulace alternativních postkapitalistických projektů, vymezujících se jak proti komunistické politice, tak vůči etablovaným kapitalistickým směrům. Širší pozornost se pojmu dostalo v asociaci s novou levicí. Jakožto sociologická koncepce rozšiřuje neomarxismus klasickou marxistickou filozofii o učení Maxe Webera a jeho analýzy sociální nerovnosti ve vztahu k postavení a moci. Do té doby se totiž marxismus zaměřoval primárně na nerovnost ekonomickou, třídní.
Neomarxismus zahrnuje velké množství historicky, tematicky a geograficky rozrůzněných směrů, škol a proudů. Karl Kühne navrhuje neomarxisty nazývat všechny marxistické autory 20. století, kteří byli oficiálním (doktrinářským) marxismem-leninismem považováni za odpadlíky či revizionisty. Za neomarxisty bývají někdy označováni také autoři jako Hannah Arendtová, nebo dokonce George Orwell. Proto není jednoduchá a souhrnná charakteristika neomarxismu jako celku prakticky možná. Mezi nejvýznamnější osobnosti s neomarxismem spojované patří Herbert Marcuse, Theodor Adorno, Max Horkheimer, Walter Benjamin, Erich Fromm a Jürgen Habermas.
Podle Ladislava Hohoše a Lukáš Perného existuje několik neo-marxismů a také je neo-marxismus heslo eklektické a proto i obtížně definovatelné. Jako synonymum se pro neomarxismus užívají četné další termíny: západní marxismus (Giacomo Marramao, Lucien Goldmann, Douglas Kellner), západoevropský marxismus (Alfred Schmidt), kritický marxismus (Furio Cerutti), pozdní marxismus (Frank Bockelmann), antiautoritářský marxismus nebo neklasický marxismus.
Prostředí kulturálních studií pracovalo také s pojmem kulturní marxismus, od konce 90. let jej však začali užívat i paleokonzervativní komentátoři a konspirační teoretikové. Pojmy kulturní marxismus a neomarxismus dnes tedy označují spíše krajně pravicovou antisemitskou konspirační teorii, která prohlašuje západní marxismus za základ pokračujícího akademického a intelektuálního úsilí o rozvrat západní kultury. Vědecká analýza konspirační teorie o neomarxismu přitom dospěla k závěru, že jí popisovaná ideologie není založena na skutečnosti a nezakládá se na žádném skutečném intelektuálním trendu. Místo označení skutečné sociologicko-filozofické koncepce tak pojem neomarxismus slouží častěji jako pejorativní označení a nadávka pro politické oponenty. V době nacistického Německa plnil podobnou funkci pojem kulturní bolševismus, prostřednictvím kterého nacisté tvrdili, že židovský kulturní vliv způsobil německou společenskou degeneraci za liberálního režimu Výmarské republiky (1918–1933) a je příčinou společenské degenerace na Západě.

## Charakteristika
Zatímco první dvě generace marxistických myslitelů a aktivistů se soustředily na ekonomii, politiku, historické doktríny a boj soudobých dělnických hnutí, pozdější generace, od 20. a 30. let 20. století, přenesla svou pozornost na kulturní jevy, sociální instituce a psychologii. Historik Perry Anderson spojuje neomarxistický obrat od politické a ekonomické analýzy ke kulturní teorii s potlačením evropských revolučních hnutí dvacátých let a nástupem fašismu. Fenomenolog Maurice Merleau-Ponty se naproti tomu domnívá, že tento obrat je přirozeným důsledkem nadřazenosti zápasu o filozofii, kulturu, umění, jazyk a ideje nad materiálně sociální transformací.
Konkrétní vymezení proti původnímu marxismu může probíhat různými způsoby. Dialekticko-humanistické koncepce neomarxismu (zejména v rámci Frankfurtské školy a fenomenologického neomarxismu) se zaměřují na filozofii, estetiku a umění a reagují na vědeckotechnickou revoluci, přičemž vytýkají původnímu marxismu přílišný důraz na vědeckost a malý důraz na humanismus. Scientistický neomarxismus (zejména Louis Althusser) vychází naopak z předpokladu, že původní marxismus byl málo vědecký. Významnými proudy jsou také analytický a feministický neomarxismus.
Některé body jsou nicméně společné pro většinu neomarxistů. Centrální úlohu hraje otázka společenské a ekonomické moci a umělého udržování sociální stratifikace. Neomarxističtí autoři se věnují problému odcizení člověka v moderní době a ztráty individuality v důsledku kapitálem ovládaného pracovního procesu. Ve své kritice sociálních mechanismů se inspirují především ranými Marxovými spisy. Rezervovaně se staví k redukcionistickým a naturalistickým prvkům pozdního Marxe, kde je podle jejich názoru zanedbán zvláště antropologický problém. Vůči kosmopolitním a globalizačním tendencím současného světa se neomarxismus většinou staví spíše negativně, s tím, že jde o důsledek současné fáze neoliberálního kapitalismu. Kritizuje standardizovaný masový konzumerismus (například v podobě celosvětově stejné hudby či stravování) a tvrdí, že údajná svoboda pohybu je vyhrazena pouze privilegovaným třídám (obchodníci, investoři, turisté). U určité části neomarxistických myslitelů se objevuje radikalismus či extremismus, jako celek však neomarxismus těmito rysy charakterizovatelný není.
Kromě samotného Marxe patří mezi další dílčí neomarxistické inspirační zdroje židovská filozofie, Georg Wilhelm Friedrich Hegel, Sigmund Freud, Immanuel Kant, Friedrich Nietzsche, Max Weber a Georg Simmel (ovlivnili Frankfurtskou školu a kritickou teorii) a Vladimír Iljič Lenin (ovlivnil Gramsciho a Althussera).
Podle Luboše Blahu se neomarxisté dělí na:
1. neortodoxních neomarxistů nebo tzv. humanistických neomarxistů mezi které patří (zejména analytický marxisté) autoři jako John Roemer, G. A. Cohen, John Elster, Allen Buchann, Rodney G. Peffer, Salma Avineri, Milton Fisk, Eric Olin Wright, Ziyad I. Husami, Richard Ameson a všichni představitelé Frankfurtské školy (neakceptují Marxův anti-moralismus, pracují s konceptem sociální spravedlnosti a lidských práv)
2. neomarxistů rozvíjejících Marxův anti-moralismus a ortodoxní marxismus (Tucker-Woodova teze[23]), mezi něž patří Allen Wood, Robert Tucker, Richard Miller, Derek Allen a Louis Althusser

Podle Lukáše Perného se obecně interpretace Marxe rozdělili na několik odlišných proudů, přičemž mezi nejdominantnější patří jednak na východě marxismus-leninismus (v Asii maoismus) a na západě neomarxismus (zahrňující analytický marxismus, strukturalistický marxismus, kulturní marxismus, Frankfurtská škola, Birminghamská škola, nová levice...). Aktualizace Marxe v neomarxismu otevřelo nové témata jako nový výklad morální filozofie inspirované Marxem (Habermas, Peffer), rozpracování problémů kulturní nadstavby, odhalování mediálních manipulaci kulturní hegemonie (Gramsci, Lukacs, Adorno, Hall) a nové problémy informační sppoločnosti. I když je podle Perného poměrně rozšířené označení těchto autorů jako neomarxistů a post-marxistů, případně kulturních marxistů, liberálních marxistů a analytických marxistů, je sporné, zda některých konkrétních autorů označovaných jako neomarxisté lze nazvat následovníky Marxovy filozofie, jelikož i podle Vladimíra Mandu, se většina z nich neshoduje s celou řadou Marxových tezí a ani neuvádí ucelenou revoluční teorii na komplexní reformu společnosti aplikovatelnou pro 21. století. Neomarxismus je také spojován s politickým hnutím nové levice, což je častým terčem kritiky z konzervativních, ale také z antiglobalistických levicových pozic, především pro vyzvedávání postmoderních a liberálnich témat na úkor třídních a sociálních. Pokud bychom se zaměřili na odlišení euroatlantického neomarxizmu od euroasijského marxismu, tak zde nacházíme podle Lukáše Perného jeden zásadní průlomový moment: dokud evropská a euro-asijská verze marxismu (marxismus-leninismus, maoismus, trockismus a pod.) vychází dominantně z německé klasické filozofie, francouzského osvícenství a kritiky britské ekonomie; transatlantický marxismus nebo západní neomarxismus zdůrazňuje především témata liberální a zaměřuje se na otázky svobody (Mill, Locke, Hume, Berlin, Rawls) se kterou se stále neví vypořádat. Podle Ľuboše Blahu vypořádání se s Marxem a Rawlsem je především v USA poměrně častým tématem nakolik teoretici inklinují k liberálním hodnotám, ale pokoušejí se omluvit Marxovy normativní představy s cílem doplnit rawlsovskú analýzu o marxistickou empirickou teorii a Kantovu morální filozofii.

## Etapy vývoje
Vývoj neomarxismu může být rozdělen do čtyř základních etap.
1. Období klasického, raného neomarxismu před druhou světovou válkou. Do této první generace patří zejména György Lukács (1885–1971). Lukács byl celoživotním příznivcem komunistické ideologie, po návštěvě Sovětského svazu se však rozešel s ortodoxním stalinismem. Zabýval se významem dialektiky, hlediskem totality a teorií zvěcnění (reifikace); tvrdil, že součástí reifikace, způsobené kapitalistickou společností, byla proměna lidských bytostí ve věci ve všech sociálních dimenzích – od pracovního procesu, přes produkci kultury až po sexualitu. Dalšími výraznými mysliteli byli Karl Korsch (1886–1961), Antonio Gramsci (1891–1937) a Ernst Bloch (1885–1977). Zatímco Bloch rozvíjel spíše mesiášskou a utopickou verzi marxismu a zkoumal mýty, pohádky, literaturu a různé formy umění a náboženství, Antonio Gramsci je spojován s teorií hegemonie (ve smyslu nadvlády idejí a kulturních forem vedoucí k souhlasu s vládou vedoucích skupin společnosti) a s filozofií praxe (způsob myšlení, který má být protikladný k ideologii).[39][38]
2. Období dominance Frankfurtské školy, zejména v jejím americkém exilovém období. K tomuto období může být přiřazen Max Horkheimer (1895–1973), Herbert Marcuse (1899–1979), Erich Fromm (1900–1980), Theodor W. Adorno (1903–1969), Franz Leopold Neumann (1900–1954) a další. Spojením Frankfurtská škola se označuje především činnost členů frankfurtského Ústavu pro sociální výzkum. Po Hitlerově nástupu působil ústav v americké emigraci, v letech 1931–1949 byl součástí Kolumbijské univerzity, poté se jeho členové vrátili zpět do Německa. Frankfurtská škola přišla s tzv. kritickou teorií společnosti; středobodem jejích výzkumů byla autorita a autoritářské režimy, teorie kulturního průmyslu (legitimizace kapitalistické společnosti prostřednictvím standardizovaných, masově vyráběných kulturních objektů) a masová média coby nástroj dominance. Pozdějším teoretikem je Jürgen Habermas (1929), který do svých úvah vnesl prvky lingvistické sociologie a empirické sociologie a později se od marxistických východisek odklonil.[40][38]
3. Období „Nové levice“ v 60. a 70. letech. K ní jsou řazeni Noam Chomsky (1928) nebo Charles Wright Mills (1916–1962), ovšem také některé politicky radikální osobnosti, například postkoloniální myslitel Frantz Fanon (1925–1961) či vůdce studentských nepokojů Daniel Cohn-Bendit (1945). Za významné tvůrce tohoto období jsou považováni Herbert Marcuse (1899–1979) z Frankfurtské školy (například kniha Jednorozměrný člověk, 1964, o likvidaci schopnosti kritického uvažování prostřednictvím masových médií, reklamy, průmyslového managementu a liberálního diskursu). V téže době se ve Francii a Itálii rozvinul existencialistický neomarxismus (Jean-Paul Sartre (1905–1980)), spojující filozofii, politiku a literární teorii. Ve Francii se objevil rovněž strukturalistický a analytický neomarxismus (Louis Althusser (1918–1990) a jeho následovníci). Althusser silně kritizoval veškeré hegelovské a idealistické prvky v neomarxismu a prosazoval tzv. teoretickou praxi, nezávislou na ideologických státních aparátech. Ve Velké Británii a USA vznikla a vliv získala kulturální studia, zkoumající především kulturní artefakty a populární kulturu. V 60. a 70. letech se objevily neomarxistické proudy rovněž v některých socialistických státech – v Československu neomarxismus reprezentují Ivan Sviták (1925–1994), Lubomír Sochor (1925–1986), Karel Kosík (1926–2003), Július Strinka (1928–1997) či Eduard Urbánek (1931–1998), v Polsku Adam Schaff (1913–2006), v Jugoslávii skupina Praxis a v Maďarsku takzvaná Budapešťská škola.[41][38]
4. Období těsně před pádem reálného socialismu a po něm, spojené mimo jiné s diskusemi o postmodernismu, poststrukturalismu a multikulturalismu, rasách, genderu, sexualitě a dalších otázkách a problémech současného světa. Mezi klíčová témata patří zhroucení komunistických režimů a otázka, zda jde o důkaz chybnosti či zastaralosti Marxových myšlenek. Mnoho původně neomarxistických myslitelů se odvrátilo od marxismu k liberalismu, vznikl taktéž postmarxismus s koncepcí radikální demokracie, jež má být založena na nových sociálních hnutích. Mezi nejvýznamnější osobnosti tohoto období patří Ernesto Laclau (1935–2014), Nicos Poulantzas (1936–1979), André Gorz (1923–2007), Immanuel Maurice Wallerstein (1930), Ágnes Heller (1929), Ferenc Fehér (1933–1994) a Johann Pál Arnason (1940).[42][38]

## Akademická kritika
Neomarxistické úvahy jsou kritizovány především liberálními a konzervativními mysliteli; mezi ně patří ekonom a představitel Rakouské školy Friedrich August von Hayek, liberální filozof, sociolog a politolog Raymond Aron, sociolog Robert Nisbet nebo katolický konzervativní filozof Rio Preisner. Proti Marcusově populární knize Jednorozměrný člověk namítá Raymond Aron, že odcizení a anomie v období poválečné prosperity nejsou důsledkem kapitalismu, nýbrž důsledkem egalitářských požadavků moderní demokracie, stále ještě vycházející z hierarchických struktur minulosti. Marxismus a neomarxismus pak kritizuje coby „opium intelektuálů“, s tím, že revoluční étos je pouze estetickou a romantickou iluzí. Vymezuje se také proti představě o determinovanosti dějin a nábožensky dogmatickému pojetí socialismu.
Když Frankfurtskou školu negativně hodnotí Friedrich August von Hayek, spojuje ji s politkou založenou na scientismu, objektivismu, kolektivismu a historismu. Domnívá se, že vědomé ovlivňování sociálních procesů (které nazývá sociálním inženýrstvím a socialistickým plánováním) je neslučitelné se svobodnou společností, jež může být podle něj postavena pouze na individualismu a kapitalistickém hospodářství. Myslitelé Frankfurtské školy však pozitivismus a vědeckou politiku paradoxně spojují naopak s konzervativismem a s udržováním společenského statu quo.
Z opačných pozic byl neomarxismus coby „zrádný“ a „oportunistický“ kriticky napadán sovětskými marxisty (filozofové Narski a Bessonov). Bessonov v článku „Kritika ‚neomarxistických‘ falzifikací marxisticko-leninských principů studia historickofilozofického procesu“ označuje své oponenty za „buržoazní pseudomarxisty a revizionisty“, kteří se snaží přivlastnit si Marxe a marxismus a odlišit je od „aziatického“ leninismu, nevhodného pro vyspělé západní země. Podobné vyznění kritiky se objevuje také u západních stoupenců ortodoxního marxismu-leninismu, k nimž se řadí Robert Steigerwald nebo Lucien Séve.

## Konspirační teorie
Paleokonzervativní a křesťansky fundamentalistická uskupení začala pro své ideové protivníky v 90. letech ve Spojených státech využívat pojem kulturní marxismus. Na tomto termínu vystavili konspirační teorii, která prohlašuje západní marxismus za základ pokračujícího akademického a intelektuálního úsilí o rozvrat západní kultury. Zastánci konspirační teorie tvrdí, že elita marxistických teoretiků a intelektuálů Frankfurtské školy rozvrací západní společnost kulturní válkou, která podkopává křesťanské hodnoty tradicionalistického konzervatismu a prosazuje kulturně liberální hodnoty kontrakultury 60. let a multikulturalismu, progresivní politiky a politické korektnosti, mylně prezentované jako identitární politika vytvořená kritickou teorií. Základní teze tvrdí, že marxisté již nemají proletariát, který by jim mohl pomoci uspořádat revoluci, a tak se staví do role ochránců jiných skupin – žen před machistickými muži, cizinců před rasisty, homosexuálů před homofoby, humanistů před křesťany, mladistvých delikventů před policií a podobně. Konečným cílem má pak být diskreditace tradičních institucí (národ, vlast, tradiční hierarchie, autorita, rodina, křesťanství, tradiční morálka) ve prospěch multikulturního, vykořeněného a bezduchého globálního společenství.
Termín kulturní marxismus v tomto smyslu zprvu šířil zejména náboženský a politický aktivista Paul Weyrich a jeho konzervativní think tank Free Congress Foundation, později pak paleokonzervativní politik a komentátor Pat Buchanan. Posléze jej přijaly mnohé radikální a krajně pravicové organizace v anglosaském prostředí i mimo ně. Pojem kulturní marxismus pro označení svých protivníků použil ve svém manifestu například také terorista Anders Breivik.
Roku 2004 byla do češtiny přeložena kniha Pata Buchanana Smrt západu, která hlásala konspirační teorii o kulturním marxismu. Místo pojmu kulturního marxismu jakožto doslovného překladu cultural marxism se však v českém prostředí v rámci konspirační teorie ujal již dříve existující pojem neomarxismus, který předtím v literatuře souhrnně označoval řadu různých sociologicko-filozofických koncepcí. Stalo se tak vlivem neonacistického webu White Media, který od roku 2009 sestavoval seznamy svých nepřátel. Web tvrdil, že bojuje proti "neomarxismu" jako "rakovině národa", jejímž údajným cílem je "podkopávání a postupná likvidace tradičních evropských národů, jejich vnitřní jednoty, identity, hrdosti, etnické a kulturní homogenity a tradičních hodnot". Kromě neonacistického webu White Media se konspirační teorie o neomarxismu objevovaly také na dezinformačních webech jako Protiproud Petra Hájka, Parlamentní listy, Vlastenecké noviny, EUportál, Krajské listy či Eurabia.
Popularita konspirační teorie v českém prostředí začala rychle stoupat v roce 2015, kdy vyvrcholila evropská migrační krize. Od té doby začali konspirační teorii hlásat také pravicoví politici hlavního proudu jako Alexandra Udženija, Jana Černochová, Alexandr Vondra, Pavel Bělobrádek či Václav Klaus mladší. Kromě nich se však konspirační teorie chytil také sociolog a europoslanec Jan Keller, který takto pojímaný neomarxismus (kvůli údajné snaze vše deregulovat) přirovnal k neoliberalismu. Nejviditelnějším šiřitelem pojmu neomarxismus v českém prostředí se pak stal krajně pravicový politik Tomio Okamura. Popularita konspirační teorie o neomarxismu dosáhla takové intenzity, že pojem veřejně použili taktéž prezident karlovarského festivalu Jiří Bartoška či kuchař Zdeněk Pohlreich. Roku 2020 pojem neomarxismus použil též český premiér Andrej Babiš v rámci svého projevu v Poslanecké sněmovně, kterým reagoval na poslance České pirátské strany. V roce 2021 pak termín použil hejtman Moravskoslezského kraje Ivo Vondrák, když sdílel vyvrácený hoax z dezinformačních webů, a ministryně financí Alena Schillerová.
Byť tedy konspirační teorii o neomarxismu v českém prostředí rozšířili neonacističtí aktivisté, podařilo se jí během krátké doby dostat z okraje společnosti a pojem neomarxismus se stal součástí politického slovníku významných ústavních činitelů.
V konzervativních kruzích katolické církve užívá označení neomarxismus ve svých kritikách Branislav Michalka, spojený s kontroverzním časopisem Te Deum a antiliberálním, antiekumenickým a antimodernistním Kněžským bratrstvem svatého Pia X. Domnívá se, že neomarxismus se jako masové hnutí projevuje mimo jiné neposlušností autoritám, absencí náboženské víry, ale také polygamií, homosexualitou, společnými dětmi a ženami, uměleckou avantgardou nebo nudismem.
Vědecká analýza konspirační teorie o neomarxismu dospěla k závěru, že jí popisovaná ideologie není založena na skutečnosti a nezakládá se na žádném skutečném intelektuálním trendu. Neomarxismu v tomto pojetí tedy chybí jasné vazby ke skutečným filozofům a jedná se o proměnlivý a nejasný pojem. V době nacistického Německa plnil podobnou funkci pojem kulturní bolševismus, prostřednictvím kterého nacisté tvrdili, že židovský kulturní vliv způsobil německou společenskou degeneraci za liberálního režimu Výmarské republiky (1918-1933) a je příčinou společenské degenerace na Západě.